# Lex Pacca
Lex Pacca – edykt kardynała Bartolomeo Pacca zatwierdzony 7 kwietnia 1820 roku przez papieża Piusa VII. Edykt ten oparto na edykcie z dnia 1 października 1802 roku Lex Doria Pamfili określającym zasady ochrony dzieł sztuki i zabytków. Lex Pacca i Lex Doria Pamfili stały się podstawą do Urzędu Kamerlinga – najwyższego zwierzchnika nad zabytkami.